# Список замков Кипра
Список замков Кипра включает крепостные сооружения, возведённые, реконструированные либо разрушенные на территории острова Кипр в периоды господства на нём византийцев, крестоносцев, венецианцев и турок-османов. Большинство дошедших до наших дней кипрских замков было возведено в период Кипрского королевства, как правило, на месте более ранних византийских крепостей. Многие из них были демонтированы венецианцами в XVI веке для того, чтобы эти укрепления не достались надвигавшимся на остров туркам-османам, либо по иным соображениям. После захвата Кипра Османской империей в 1571 году некоторые уничтоженные венецианцами (как, например, Пафосский замок), землетрясениями (например, Лимасольский замок) или войнами (Ларнакский замок) замки были заново восстановлены османскими властями Кипра.
| Изображение | Наименование                                                 | Местонахождение                         | Время основания | Дополнительная информация |
| ----------- | ------------------------------------------------------------ | --------------------------------------- | --------------- | --- |
|             | Акаки                                                        | Никосия                                 | XIV век         | |
|             | Буффавенто (итал. Buffavento)                                | Киренийские горы                        | XI век          | |
|             | Кантара (греч. Κάστρο της Καντάρας)                          | Восточный склон Киренийских гор         | X век           | |
|             | Киренийский замок (греч. Κάστρο της Κερύνειας)               | Кирения                                 | VII век         | |
|             | Колосси (греч. Κάστρο του Κολοσσιού)                         | Лимасол                                 | XIII век        | |
|             | Ларнакский замок (греч. Κάστρο Λάρνακας)                     | Ларнака                                 | XIV век         | |
|             | Лимасольский замок (греч. Κάστρο Λεμεσού)                    | Лимасол                                 | XI век          | Считается, что именно здесь Ричард Львиное Сердце обвенчался с Беренгарией Наваррской в 1191 году. В XVI век был разрушен землетрясениями, затем восстановлен турками. До 1950-х годов был тюрьмой, в настоящее время — музей средневековья. |
|             | Замок Отелло (греч. Κάστρο της Oθέλλου, тур. Othello Kulesi) | Фамагуста                               | 1310 год        | |
|             | Пафосский замок (греч. Κάστρο της Πάφου)                     | Пафос, Като-Пафос                       | XII век         | |
|             | Саранта Колонес (греч. Κάστρο Σαράντα Κολώνες)               | Пафос, Като-Пафос, Археологический парк | VII век         | На месте византийской крепости VII века крестоносцы воздвигли в конце XII века огромный восьмибашенный замок. В 1222 году в результате сильнейшего землетрясения замок был разрушен и больше не восстанавливался.                            |
|             | Замок Святого Илариона (греч. Κάστρο του Αγίου Ιλαρίωνα)     | Киренийские горы                        | XI век          | |